# Hagermühle (Stockheim)
Hagermühle ist ein Wohnplatz der Gemeinde Stockheim im Landkreis Kronach (Oberfranken, Bayern).

## Geographie
Die ehemalige Einöde ist heute Haus Nr. 2, 4 und 6 der Ludwigsstädter Straße (= Bundesstraße 85) des Gemeindeteils Neukenroth. Sie liegt am rechten Ufer der Haßlach.

## Geschichte
Gegen Ende des 18. Jahrhunderts gehörte Hagermühle zur Realgemeinde Neukenroth. Das Hochgericht übte das bambergische Centamt Kronach aus. Das bambergische Amt Fürth am Berg war Grundherr der Mahl- und Schneidmühle.
Mit dem Gemeindeedikt wurde Hagermühle dem 1808 gebildeten Steuerdistrikt Neukenroth und der 1818 gebildeten Ruralgemeinde Neukenroth zugewiesen. Am 1. Januar 1975 wurde Hagermühle im Zuge der Gebietsreform in Bayern in die Gemeinde Stockheim eingegliedert.

### Einwohnerentwicklung
| Jahr      | 001818 | 001861 | 001871 | 001885 | 001900 | 001925 |
| Einwohner |        | 15     | 10     | 14     | 10     | 17     |
| Häuser    | 1      |        |        | 2      | 2      | 3      |
| Quelle    | [ 3 ]  | [ 5 ]  | [ 6 ]  | [ 7 ]  | [ 8 ]  | [ 9 ]  |

## Religion
Der Ort ist römisch-katholisch geprägt und nach St. Katharina (Neukenroth) gepfarrt.

## Weblink
- Hagermühle in der Ortsdatenbank des bavarikon, abgerufen am 20. August 2021.